# Себастіян Папаяні
Себастіян Папаяні (рум. Sebastian Papaiani; 25 серпня 1936, Пітешті — 27 вересня 2016, Бухарест) — румунський актор театру, кіно, працює для телебачення.

## Біографія
Грек за походженням. У 1960 закінчив Інститут театру і кіно ім. Караджале (нині Національний університет театру і кіно «І. Л. Караджале» (Бухарест).
У 1962 дебютував в кіно в ролі Міхая Брада у фільмі «Твоя провина».
Успіх акторові принесла роль Феніце («Посмішка в розпалі літа», 1963; премія на Національному кінофестивалі в Мамае, 1964). Часто знімався у фільмах режисера Ґео Сайзеску (Ромі — «Біля воріт землі», 1965, Шофер — «Бал суботнього вечера», 1967).
Виконав ролі в більш ніж 66 фільмах.

## Фільмографія
- 1962 — Твоя вина — Міхай Брад
- 1963 — Посмішка в розпалі літа — Феніце
- 1965 — У врат землі — Ромі
- 1965 — Якби не іспити — студент
- 1965 — Любов при нулі градусів — Василе
- 1966 — Ранок ділової людини — Фане
- 1966 — Голгофа — Петра
- 1966 — Час снігів — селянин
- 1968 — Бал в суботу ввечері — Папе, шофер
- 1971 — Створення світу
- 1971 — Втрачені мільйони
- 1972 — Чистими руками — Оарке
- 1972 — Весільне танго — Алеку
- 1973 — Брати Ждер — Іонуц Ждер
- 1973 —  Останній патрон — Іліє Оарке
- 1974 — Штефан Великий — Іонуц Ждер, конюший
- 1974 — Пекале — Пекале
- 1975 — Осінь першокурсника
- 1976 — Підняти всі вітрила! — Єремія
- 1978 — Хто ж мільярдер? — Ґоґу
- 1979 — Мить
- 1980 — На добраніч, Ирина!
- 1981 — Алло, бабуся прилітає! — Ромео Іонеску
- 1986 — Ліцеїсти — батько Іонаса

У 2002 за відданість мистецтву на службі румунського театру нагороджений Орденом «За вірну службу».